# Tipula trinacria
Tipula trinacria är en tvåvingeart som beskrevs av De Jong 1994. Tipula trinacria ingår i släktet Tipula och familjen storharkrankar. Inga underarter finns listade i Catalogue of Life.